# کومسار
کمسار بزرگ، روستایی از توابع بخش مرکزی شهرستان شفت در استان گیلان ایران است. کمسار اگرچه امروز نام روستایی در شهرستان شفت است، اما پیش از این سال‌ها مقر فرماندهی و مرکز حکومت منطقه شفت بود و خان های شفت بیش از دو قرن بر آن حکومت می کردند.
عمده محصولات کشاورزی
در گذشته ابریشم، چای و برنج عمده‌ترین محصول کمسار بود. طبق آمار سال ۱۳۵۹، در این منطقه ۱۲۲هکتار برنج زار، ۲۰ هکتار باغ چای و ۱۵ هکتار توتستان داشت و بزرگترین مرکز تولید نخ ابریشم در منطقه شفت بود.
تاریخچه روستا
در دوران قدیم ساکنان اصلی این منطقه دارای منازل مسکونی کوچکی به نام «کومه» بودند که با پسوند شباهت سان، کومه سان نامیدند. بعدها به کومسار و سپس کمسار تغییر نام یافت.»امروز نشانه‌هایی از آبادانی و حکومت خوانین شفت در کمسار بزرگ باقی مانده است، اگر از حمام قدیمی و بقایای خانه خسروخان بگذریم، مسجد آکُل کمسار چیزی دیگری است و نمی توان از نقوش اسلیمی که بخشی از آن زیر گچ مدفون شده، گذشت.شاید موقعیت ممتاز کمسار و دسترسی چند جانبه به روستاهای اطراف و ییلاقات، موجب توجه خان‌های شفت شده بود و کمسار را به عنوان مرکز حکومت خود انتخاب کرده بودند. جلگه حاصل خیز کمسار، اگرچه اکنون کمتر شناخته شده است، اما روزگاری به‌خاطر استقرار کاظم خان و فرزندان و نوادگانش، بسیار آباد بود و تا یک سده پیش، آثاری از خانه‌های اعیانی خان‌ها و خان‌زاده‌ها بر بلندای مشرف به رودخانه پابرجا بود.هرچه از مسیر رودخانه دور می‌شویم، به ارتفاع منطقه مسکونی اضافه می‌شود، به نحوی که انگار رودخانه و شالیزارهای کمسار، تماما زیر پا قرار دارد و از خانه‌های بافت مسکونی می‌توان وضعیت شالیزارها را به خوبی ارزیابی کرد. اگر در ساحل رودخانه بایستید، بر بلندای تپه‌ای که درختان آزادش را سر بریده‌اند، بقایای چند بنای تاریخی دیده می‌شود. شاید در همین بلندی بود که یاسنت لوئی رابینو، نایب کنسول انگلیس در رشت در اوایل قرن بیستم، موقعیت کمسار را ارزیابی کرد و در کتابش، ولایت دارامرز، میزان تولید برنج و چای و مالیاتش راکه ۹۴۱/۲۲۳۹ قران بود، نوشته است.تا زمان رابینو یعنی حدود یکصد سال پیش، در این روستا دو مسجد و چند حمام و حدود ۲۰۰ خانه بسیار زیبا وجود داشت. دهه ۴۰ که دکتر منوچهر ستوده از شفت دیدن کرد، در کتابش(از آستارا تا استرباد) ذکر کرده که حدود ۲۰ ساختمان آجری با پنجره‌های ارسی و شیشه‌های رنگی وجود دارد. اما اکنون از چهار محله کمسار بزرگ (سرخان محله، شیخامحله، کمسار محله و کوچک کمسار) تنها خرابه‌های یک حمام و ۲ خانه اعیانی مخروبه باقی مانده است.تنها نشانه آبادی گذشته، «مسجد آکُل» کمسار است که در اواخر صفویه احداث و بعدها در دوره قاجار مرمت شده است. یکی از این خانه‌های اعیانی ولی مخروبه در منتهی الیه بخش مسکونی کمسار قرار دارد. عمارت دو طبقه مشرف به رودخانه است. درختان آزاد تنومند اطراف بنا، چاه قدیمی و بقایای حوض حیاط، نشان از شکوه این بنا دارد. بنایی دو طبقه با سقفی که با نی‌های خیزران پوشده و سفال پوش شده است.جبهه جنوبی عمارت بیشتر آسیب دیده و بخشی از سقف فروریخته است. با وجود راه پله در وسط بنا که به طبقه دوم می‌رسد، مابین طبقات فروریخته و امکان تردد نیست. لمبه‌های چوبی سقف دوم و درهای ورودی تخریب شده است. در طبقه نخست و چسبیده به دیوار بقایای نوعی کوره آجری است که مشابه آن را در دیگر خانه‌های تاریخی ندیده‌ام. به گفته نویسنده کتاب «تاریخ شفت»، این کوره، دستگاه چای خشک‌کنی خانگی بوده است.
نادر افشاریان می‌گوید: این عمارت از آثار به‌جامانده اواخر دوره قاجار در شفت است. عمارت متعلق به خانواده « پوراسماعیلی» بود که مالک آن در خارج از کشور زندگی می‌کند. زمانیکه کتاب تاریخ شفت را می‌نوشتم، از خانه بازدید داشتم. آن زمان خانه سالم و پابرجا بود ولی متاسفانه با رها شدن خانه، وضعیت آن به این شکل مخروبه درآمد و برخی اهالی سفال‌ها و آجرها را هم برده‌اند.وی می‌افزاید: از ویژگی‌های جالب توجه این خانه وجود یک دستگاه چای خشک کنی خانگی در خانه بود که تصویر آن را در کتابم آورده‌ام.اولین مدرسه کمسار هم در سال ۱۳۱۹ در خانه یکی از خوانین بنام یحیی خان تاسیس شد. کمسار صد سال قبل حمام‌هایی داشت که رو به ویرانی نهاده است.

## جمعیت
این روستا در دهستان جیرده قرار دارد و براساس سرشماری مرکز آمار ایران در سال ۱۳۸۵، جمعیت آن ۵۵۹ نفر (۱۲۸خانوار) بوده‌است.